# Karatschi Ost (Distrikt)

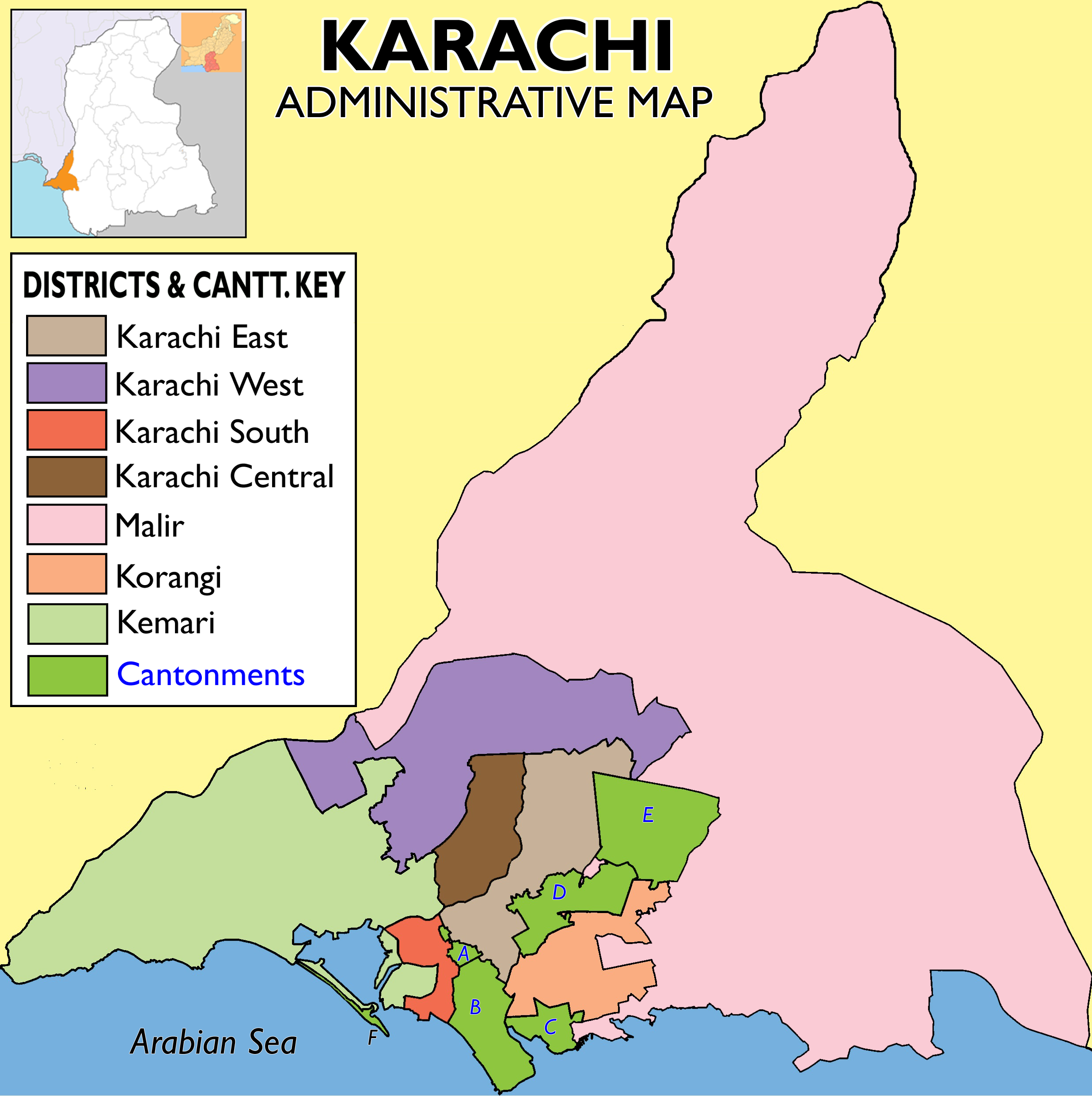
Verwaltungsgliederung von Karatschi

Der Distrikt Karatschi Ost ist ein Verwaltungsdistrikt in Pakistan in der Provinz Sindh. Der Distrikt bildet einen Teil der Stadt Karatschi und setzt sich aus den Stadtteilen Jamshed und Gulshan zusammen.
Der Distrikt hat eine Fläche von 89 km² und nach der Volkszählung von 2017 2.907.467 Einwohner. Die Bevölkerungsdichte beträgt 32.668 Einwohner/km².

## Lage
Der Distrikt befindet sich im Süden der Provinz Sindh, die sich im Südosten von Pakistan befindet. Er bildet den östlichen Teil der Megastadt Karatschi.

## Verwaltungsgliederung
Der Distrikt ist administrativ in fünf Tehsil unterteilt:
- Faisal
- Ferozabad
- Gulshan-e-Iqbal
- Gulzar-e-Hijri
- Jamshed Quarters

## Geschichte
Im Jahr 2000 wurde der Distrikt abgeschafft und Karatschi wurde ein einzelner Distrikt des Sindh. Am 11. Juli 2011 stellte die Regierung von Sindh den Distrikt Karatschi Ost wieder her.

## Demografie
Zwischen 1998 und 2017 wuchs die Bevölkerung um jährlich 3,64 %. In 509.239 Haushalten leben 1.528.019 Männer, 1.379.225 Frauen und 223 Transgender, woraus sich ein Geschlechterverhältnis von 110,8 Männer pro 100 Frauen ergibt und damit einen für Pakistan häufigen Männerüberschuss.
| Jahr | Einwohnerzahl |
| ---- | ------------- |
| 1998 | 1.472.896     |
| 2017 | 2.907.467     |